# Niandono
Niandono ou Nyandolo est une localité du nord de la Côte d'Ivoire qui se situe dans le département de Boundiali, dans le District des Savanes depuis 2011.